# The Burglar's Boy
The Burglar's Boy è un cortometraggio muto del 1905 diretto da Lewin Fitzhamon.

## Trama
Una giovane riporta sulla retta via un ragazzo quando questi viene costretto da un ladro a rapinare una casa.

## Produzione
Il film fu prodotto dalla Hepworth.

## Distribuzione
Distribuito dalla Hepworth, il film - un cortometraggio della lunghezza di 99 metri - uscì nelle sale cinematografiche britanniche nel dicembre 1905. Non si hanno altre notizie del film che si ritiene perduto, forse distrutto nel 1924 quando il produttore Cecil M. Hepworth, ormai fallito, cercò di recuperare l'argento del nitrato fondendo le pellicole.